# 凹唇吸口魚
凹唇吸口魚（學名：Moxostoma collapsum），為輻鰭魚綱鯉形目亞口魚科的其中一種，為溫帶淡水魚，分布於北美洲美國淡水流域，生活習性不明。